# Axel Cerda
Axel Milovan Cerda Ponce (Chile, 13 de abril de 2006) es un futbolista profesional chileno que se desempeña como delantero y actualmente milita en Universidad Católica de la Primera División de Chile.
Es sobrino del también jugador de fútbol Fabián Cerda.

## Trayectoria

### Universidad Católica
Comenzó sus inferiores en Universidad Católica siendo figura en las divisiones menores del club, destacando en la sub-16 que consiguió el título de dicha categoría ante Colo-Colo, además de participar en varios procesos de la sub-17 de la selección chilena. El jugador comenzó a sonar en el primer equipo a finales de 2022, cuando Ariel Holan lo citó para la Copa Chile de ese año debido a las lesiones y citaciones a la selección de varios jugadores.
Debutó el 3 de marzo de 2023 contra Ñublense por la fecha 7 del torneo nacional tras ingresar al minuto 80' en reemplazo de Ignacio Saavedra en el triunfo 2 a 1 de su equipo en calidad de visitante, convirtiéndose en el futbolista más joven en debutar en Universidad Católica con 16 años 10 meses y 18 días. El 22 de marzo, firmó su primer contrato profesional.

## Selección nacional

### Selecciones menores
Fue parte de la Selección de fútbol sub-17 de Chile que jugó el Campeonato Sudamericano de Fútbol Sub-17 de 2023.

#### Participaciones en Sudamericanos
| Competencia                 | Sede    | Resultado     | PJ | Goles |
| --------------------------- | ------- | ------------- | -- | ----- |
| Sudamericano Sub-17 de 2023 | Ecuador | Por definirse | 6  | 0     |

## Estadísticas

### Clubes
| Club                         | Div.          | Temporada     | Liga  | Liga  | Copas nacionales | Copas nacionales | Copas internacionales | Copas internacionales | Total | Total |
| Club                         | Div.          | Temporada     | Part. | Goles | Part.            | Goles            | Part.                 | Goles                 | Part. | Goles |
| ---------------------------- | ------------- | ------------- | ----- | ----- | ---------------- | ---------------- | --------------------- | --------------------- | ----- | ----- |
| Universidad Católica · Chile | 1.ª           | 2023          | 1     | 0     | 0                | 0                | —                     | —                     | 1     | 0     |
| Universidad Católica · Chile | 1.ª           | 2024          | —     | —     | —                | —                | —                     | —                     | 0     | 0     |
| Universidad Católica · Chile | 1.ª           | 2025          | 0     | 0     | 1                | 0                | 0                     | 0                     | 1     | 0     |
| Universidad Católica · Chile | Total club    | Total club    | 1     | 0     | 1                | 0                | 0                     | 0                     | 2     | 0     |
| Total carrera                | Total carrera | Total carrera | 1     | 0     | 1                | 0                | 0                     | 0                     | 2     | 0     |
| 1. 2.                        |               |               |       |       |                  |                  |                       |                       |       |       |

### Selecciones
| Selección      | Temporada     | Amistosos | Amistosos | Sudamérica | Sudamérica | Mundial | Mundial | Total | Total |
| Selección      | Temporada     | Part.     | Goles     | Part.      | Goles      | Part.   | Goles   | Part. | Goles |
| -------------- | ------------- | --------- | --------- | ---------- | ---------- | ------- | ------- | ----- | ----- |
| Sub-17 · Chile | 2023          | 0         | 0         | 6          | 0          | —       | —       | 6     | 0     |
| Sub-17 · Chile | Total         | 0         | 0         | 6          | 0          | 0       | 0       | 6     | 0     |
| Total carrera  | Total carrera | 0         | 0         | 6          | 0          | 0       | 0       | 6     | 0     |
| 1.             |               |           |           |            |            |         |         |       |       |

### Resumen estadístico
| Competición               | Partidos | Goles |
| ------------------------- | -------- | ----- |
| Primera División de Chile | 1        | 0     |
| Copa Chile                | 1        | 0     |
| Chile Sub-17              | 6        | 0     |
| Total                     | 8        | 0     |